# Rompecabezas de disección

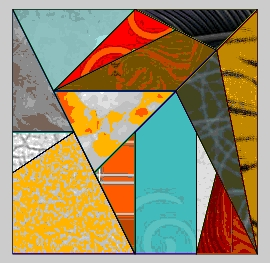
El ostomachion, un rompecabezas de disección atribuido a Arquímedes

Un rompecabezas de disección es un tipo de puzle que consiste en determinar una división de una figura geométrica determinada en piezas que deben volverse a ensamblar para obtener otra figura geométrica dada. Se pueden imponer restricciones adicionales, como el uso de un número mínimo de piezas.

## Historia
Los rompecabezas de disección aparecieron en épocas remotas seguramente como ejercicios de geometría, y a menudo se usan como demostraciones gráficas. La descripción más antigua conocida de un rompecabezas de este tipo se remonta a Platón, y requiere cortar dos cuadrados idénticos en cuatro piezas para reconstruir un solo cuadrado. Estos acertijos también se utilizaron para obtener demostraciones del teorema de Pitágoras (véase por ejemplo el artículo sobre la trisección del cuadrado, o el dedicado al Zhoubi Suanjing). Otro rompecabezas de esta época es el ostomachion, que aparece en un tratado de Arquímedes, en el que se propone una división de los dos cuadrados en catorce piezas.
En el siglo X, los matemáticos árabes utilizaron disecciones en sus comentarios sobre los Elementos de Euclides. En el siglo XVIII, el erudito chino Dai Zhen describió una elegante disección que permite una aproximación del número π.

El problema del mercero, creado por Henry Dudeney

Estos acertijos se hicieron populares a finales de siglo XIX, y varios periódicos y revistas los publicaban regularmente. Sam Loyd en Estados Unidos y Henry Dudeney en Inglaterra los crearon en grandes cantidades. Desde entonces, se han utilizado rompecabezas de disección en la educación matemática. En particular, crear rompecabezas complejos es una oportunidad para desarrollar teoremas de geometría. El análisis de la posibilidad teórica de un rompecabezas de este tipo se conoce como problema de disección.
Las transformaciones por disección de polígonos regulares fueron el tema de la columna de Martin Gardner en el Scientific American de noviembre de 1961, proporcionando los mejores resultados conocidos entonces, como el rompecabezas opuesto al de la mercería, debido a Dudeney, y la transformación de un cuadrado en un triángulo equilátero.
La generalización de algunos de estos resultados al espacio es el tema de tercer problema de Hilbert, resuelto (negativamente) por Max Dehn. En cierto sentido, la descomposición de Banach y Tarski también puede verse como un rompecabezas de disección paradójico.

## Tipos de rompecabezas de disección

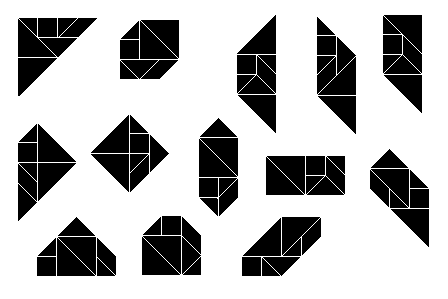
Las 13 formas convexas realizables con el tangram

Algunos rompecabezas de disección están diseñados para permitir la creación de un gran conjunto de figuras geométricas, como es el caso del tangram, cuyas siete piezas pueden ensamblarse en un cuadrado, triángulo o rectángulo así como en una amplia variedad de formas más complejas, algunas muy fáciles, otros extremadamente desafiantes. Es esta versatilidad la que ha hecho que el rompecabezas sea un éxito.
Otras disecciones, una vez descubiertas, pueden prestarse a realizaciones mecánicas: el rompecabezas del mercero puede realizarse mediante bisagras (colocadas en los cuatro lados del cuadrado) que permiten pasar de una figura a otra mediante un simple giro. Desde un punto de vista más teórico, la búsqueda de descomposiciones mínimas es un tema activo, y por ejemplo, todavía no se sabe si es posible completar el rompecabezas del mercero con tres piezas, o la trisección del cuadrado con cinco piezas.

La paradoja del cuadrado perdido en una animación

Equidescomposición de un cuadrado y de un hexágono

Varios autores, incluido Sam Loyd, también han construido descomposiciones paradójicas, como el puzle del cuadrado faltante, donde una ilusión óptica lleva a creer que el área de la figura una vez reconstruida ha cambiado.